# مولين (نبراسكا)
مولين (بالإنجليزية: Mullen, Nebraska)‏ هي منطقة سكنية تقع في الولايات المتحدة في مقاطعة هوكر، نبراسكا. يقدر عدد سكانها بـ 509 نسمة ومساحتها 1.22 كم2 ووترتفع عن سطح البحر 980 متر.

## التركيبة السكانية
قام مكتب تعداد الولايات المتحدة بتحديد بيانات التركيبة السكانية لمولين في تعداد الولايات المتحدة. في ما يلي، التركيبة السكانية حسب تعدادي 2000 و2010.

### تعداد عام 2000
بلغ عدد سكان مولين 491 نسمة بحسب تعداد عام 2000، وبلغ عدد الأسر 236 أسرة وعدد العائلات 139 عائلة مقيمة في القرية. في حين سجلت الكثافة السكانية 1,307.8 نسمة لكل ميل مربع (504.9/كم2). وبلغ عدد الوحدات السكنية 309 وحدة بمتوسط كثافة قدره 823.0 نسمة لكل ميل مربع (317.8/كم2).
وتوزع التركيب العرقي للقرية بنسبة 98.78% من البيض و 0.41% من الأمريكيين الأصليين و 0.20% من الأمريكيين ذوي الأصول الآسيوية و 0.41% من عرقين مختلطين أو أكثر.
بلغ عدد الأسر 236 أسرة كانت نسبة 22.0% منها لديها أطفال تحت سن الثامنة عشر تعيش معهم، وبلغت نسبة الأزواج القاطنين مع بعضهم البعض 53.0% من أصل المجموع الكلي للأسر، ونسبة 5.5% من الأسر كان لديها معيلات من الإناث دون وجود شريك، وكانت نسبة 41.1% من غير العائلات. تألفت نسبة 39.8% من أصل جميع الأسر من أفراد ونسبة 22.9% كانوا يعيش معهم شخص وحيد يبلغ من العمر 65 عاماً فما فوق. وبلغ متوسط حجم الأسرة المعيشية 2.81، أما متوسط حجم العائلات فبلغ 2.08.
بلغ العمر الوسطي للسكان 47 عاماً. وكانت نسبة 22.4% من القاطنين تحت سن الثامنة عشر، وكانت نسبة 3.7% بين الثامنة عشر والأربعة وعشرون عاماً، ونسبة 21.4% كانت واقعةً في الفئة العمرية ما بين الخامسة والعشرون حتى والأربعة وأربعون عاماً، ونسبة 24.2% كانت ما بين الخامسة والأربعون حتى الرابعة والستون، ونسبة 28.3% كانت ضمن فئة الخامسة والستون عاماً فما فوق. يوجد لكل 100 أنثى 85.3 ذكر، ويوجد لكل 100 أنثى في الثامنة عشر من عمرها فما فوق 81.4 ذكر.
بلغ متوسط دخل الأسرة في القرية 26,989 دولار، أما متوسط دخل العائلة فبلغ 34,375 دولار. وكان متوسط دخل الذكور 25,625 دولار مقابل 16,375 دولار للإناث. وسجل دخل الفرد الخاص بالقرية 16,532 دولار. وكانت نسبة 2.8% من العائلات ونسبة 5.5% من السكان تحت خط الفقر، وكان من هؤلاء نسبة 2.7% تحت سن الثامنة عشر ونسبة 11.5% في الخامسة والستين من العمر وما فوق.

### تعداد عام 2010
بلغ عدد سكان مولين 509 نسمة بحسب تعداد عام 2010، وبلغ عدد الأسر 232 أسرة وعدد العائلات 139 عائلة مقيمة في القرية. في حين سجلت الكثافة السكانية 1,083.0 نسمة لكل ميل مربع (418.1/كم2). وبلغ عدد الوحدات السكنية 293 وحدة بمتوسط كثافة قدره 623.4 لكل ميل مربع (240.7/كم2).
وتوزع التركيب العرقي للقرية بنسبة 98.4% من البيض و 0.8% من الأمريكيين الأصليين و 0.8% من عرقين مختلطين أو أكثر.
بلغ عدد الأسر 232 أسرة كانت نسبة 23.7% منها لديها أطفال تحت سن الثامنة عشر تعيش معهم، وبلغت نسبة الأزواج القاطنين مع بعضهم البعض 51.3% من أصل المجموع الكلي للأسر، ونسبة 6.5% من الأسر كان لديها معيلات من الإناث دون وجود شريك، بينما كانت نسبة 2.2% من الأسر لديها معيلون من الذكور دون وجود شريكة وكانت نسبة 40.1% من غير العائلات. تألفت نسبة 37.9% من أصل جميع الأسر من أفراد ونسبة 20.7% كانوا يعيش معهم شخص وحيد يبلغ من العمر 65 عاماً فما فوق. وبلغ متوسط حجم الأسرة المعيشية 2.76، أما متوسط حجم العائلات فبلغ 2.08.
بلغ العمر الوسطي للسكان 50.9 عاماً. وكانت نسبة 20.6% من القاطنين تحت سن الثامنة عشر، وكانت نسبة 4.8% بين الثامنة عشر والأربعة وعشرون عاماً، ونسبة 17.6% كانت واقعةً في الفئة العمرية ما بين الخامسة والعشرون حتى والأربعة وأربعون عاماً، ونسبة 27.9% كانت ما بين الخامسة والأربعون حتى الرابعة والستون، ونسبة 29.1% كانت ضمن فئة الخامسة والستون عاماً فما فوق. وتوزع التركيب الجنسي للسكان بنسبة 47.0% ذكور و53.0% إناث.